# CFL (Automarke)
CFL war eine britische Automarke, die nur 1913 auf dem Markt war. Hersteller war F. Clayton & Company aus Blackheath (London).
Das einzige Modell war ein Cyclecar. Es besaß einen luftgekühlten Zweizylindermotor. Der Antrieb erfolgte über Riemen. Der Neupreis betrug 105 Pfund Sterling.